# Matériel roulant du TER Nouvelle-Aquitaine
Cette page est une annexe de l'article « TER Nouvelle-Aquitaine ».
Cette liste recense les parcs de matériels roulants utilisés par le réseau TER Nouvelle-Aquitaine depuis le 1er janvier 2017.
Le parc roulant du TER Nouvelle-Aquitaine est exclusivement hérité des dotations TER des anciennes régions Aquitaine, Limousin et Poitou-Charentes.

## Synthèse du parc roulant
Synthèse du parc au 5 avril 2019
| Séries  | Nombre de caisses | STF SAQ | STF SMP | Totale |
| ------- | ----------------- | ------- | ------- | ------ |
| BB 7200 | –                 | –       | 4       | 4      |
| B 81500 | 3 caisses         | 52      | –       | 52     |
| B 82500 | 4 caisses         | 10      | –       | 10     |
| B 84500 | 4 caisses         | 20      | –       | 20     |
| X 72500 | 2 caisses         | 24      | –       | 24     |
| X 73500 | Mono-caisse       | 51      | –       | 51     |
| Z 51500 | 4 caisses         | 22      | –       | 22     |
| Z 56300 | 6 caisses         | 24      | –       | 24     |

Au troisième trimestre 2019, le parc du matériel roulant de la région est constitué de 207 engins. 
Le parc est gérées par une Supervisions techniques de flotte (STF)
- SAQ : STF Aquitaine (Bordeaux, Limoges, Saintes)
- SMP : STF Midi-Pyrénées (Toulouse)

## Matériel roulant

### Locomotives électriques

#### BB 7200
| Motrice | Mise en service | Radiation | Livrée    | STF | Baptême/obs              |
| ------- | --------------- | --------- | --------- | --- | ------------------------ |
| BB 7205 | 28 février 1977 | –         | En voyage | SMP | Villeneuve-Saint-Georges |
| BB 7211 | 11 janvier 1977 | –         | En voyage | SMP | –                        |
| BB 7217 | 4 octobre 1976  | –         | En voyage | SMP | –                        |
| BB 7280 | 23 mars 1979    | –         | Béton     | SVI | Transféré VFE            |

### Matériel bimode

#### B 81500
| Rames       | Mise en service   | Radiation | Livrée                         | STF | Baptême/obs    | Ancienne Région TER     |
| ----------- | ----------------- | --------- | ------------------------------ | --- | -------------- | ----------------------- |
| B 81581/582 | 14 juin 2006      | –         | Livrée Nouvelle Aquitaine      | SAQ | –              | ex TER Aquitaine        |
| B 81583/584 | 27 juin 2006      | –         | Livrée Nouvelle Aquitaine OPMV | SAQ | –              | ex TER Limousin         |
| B 81585/586 | 22 août 2006      | –         | Livrée Nouvelle Aquitaine OPMV | SAQ | –              | ex TER Limousin         |
| B 81587/588 | 31 août 2006      | –         | Livrée Nouvelle Aquitaine      | SAQ | Mont de Marsan | ex TER Aquitaine        |
| B 81589/590 | 19 octobre 2006   | –         | Livrée Nouvelle Aquitaine      | SAQ | –              | ex TER Limousin         |
| B 81591/592 | 13 octobre 2006   | –         | Livrée Nouvelle Aquitaine      | SAQ | –              | ex TER Aquitaine        |
| B 81593/594 | 13 novembre 2006  | –         | Livrée Nouvelle Aquitaine      | SAQ | –              | ex TER Aquitaine        |
| B 81595/596 | 23 novembre 2006  | –         | Livrée Nouvelle Aquitaine      | SAQ | –              | ex TER Limousin         |
| B 81597/598 | 5 janvier 2007    | –         | Livrée Nouvelle Aquitaine      | SAQ | –              | ex TER Aquitaine        |
| B 81599/600 | 5 janvier 2007    | –         | Livrée Nouvelle Aquitaine      | SAQ | –              | ex TER Aquitaine        |
| B 81601/602 | 5 janvier 2007    | –         | Livrée Nouvelle Aquitaine      | SAQ | –              | ex TER Aquitaine        |
| B 81607/608 | 9 février 2007    | –         | Livrée Nouvelle Aquitaine      | SAQ | –              | ex TER Limousin         |
| B 81609/610 | 9 mars 2007       | –         | Livrée Nouvelle Aquitaine      | SAQ | –              | ex TER Limousin         |
| B 81617/618 | 13 mars 2007      | –         | Livrée Nouvelle Aquitaine      | SAQ | –              | ex TER Limousin         |
| B 81625/626 | 20 avril 2007     | –         | Livrée Nouvelle Aquitaine      | SAQ | –              | ex TER Limousin         |
| B 81633/634 | 4 juin 2007       | –         | Livrée Nouvelle Aquitaine      | SAQ | –              | ex TER Limousin         |
| B 81647/648 | 29 août 2007      | –         | Livrée Nouvelle Aquitaine      | SAQ | –              | ex TER Limousin         |
| B 81649/650 | 20 septembre 2007 | –         | Livrée Nouvelle Aquitaine      | SAQ | –              | ex TER Limousin         |
| B 81651/652 | 1er octobre 2007  | –         | Livrée Nouvelle Aquitaine      | SAQ | –              | ex TER Limousin         |
| B 81665/666 | 19 février 2008   | –         | Livrée Nouvelle Aquitaine      | SAQ | –              | ex TER Poitou-Charentes |
| B 81671/672 | 8 avril 2008      | –         | Livrée Nouvelle Aquitaine      | SAQ | –              | ex TER Poitou-Charentes |
| B 81675/676 | 26 mai 2008       | –         | Livrée Nouvelle Aquitaine      | SAQ | –              | ex TER Poitou-Charentes |
| B 81677/678 | 14 mars 2008      | –         | Livrée Nouvelle Aquitaine      | SAQ | –              | ex TER Aquitaine        |
| B 81679/680 | 6 mai 2008        | –         | Livrée Nouvelle Aquitaine      | SAQ | –              | ex TER Poitou-Charentes |
| B 81681/682 | 14 octobre        | -         | Livrée Nouvelle Aquitaine      | SAQ | –              | ex TER Poitou-Charentes |
| B 81683/684 | 22 mai 2008       | –         | Livrée Nouvelle Aquitaine      | SAQ | –              | ex TER Aquitaine        |
| B 81685/686 | 22 mai 2008       | –         | Livrée Nouvelle Aquitaine      | SAQ | –              | ex TER Aquitaine        |
| B 81687/688 | 10 juin 2008      | –         | Livrée Nouvelle Aquitaine      | SAQ | –              | ex TER Aquitaine        |
| B 81689/690 | 14 octobre 2008   | –         | Livrée Nouvelle Aquitaine      | SAQ | –              | ex TER Poitou-Charentes |
| B 81693/694 | 3 juillet 2008    | –         | Livrée Nouvelle Aquitaine      | SAQ | –              | ex TER Aquitaine        |
| B 81695/696 | 3 juillet 2008    | –         | Livrée Nouvelle Aquitaine      | SAQ | –              | ex TER Aquitaine        |
| B 81697/698 | 7 juillet 2008    | –         | Livrée Nouvelle Aquitaine      | SAQ | –              | ex TER Aquitaine        |
| B 81701/702 | 28 octobre 2008   | –         | Livrée Nouvelle Aquitaine      | SAQ | –              | ex TER Poitou-Charentes |
| B 81705/706 | 28 novembre 2008  | –         | Livrée Nouvelle Aquitaine      | SAQ | –              | ex TER Poitou-Charentes |
| B 81727/728 | 28 novembre 2008  | –         | Livrée Nouvelle Aquitaine      | SAQ | –              | ex TER Poitou-Charentes |
| B 81739/740 | 28 novembre 2008  | –         | Livrée Nouvelle Aquitaine      | SAQ | –              | ex TER Poitou-Charentes |
| B 81747/748 | 7 mai 2009        | –         | Livrée Nouvelle Aquitaine      | SAQ | –              | ex TER Poitou-Charentes |
| B 81775/776 | 1er octobre 2009  | –         | Livrée Nouvelle Aquitaine      | SAQ | –              | ex TER Aquitaine        |
| B 81793/794 | 27 janvier 2010   | –         | Livrée Nouvelle Aquitaine      | SAQ | –              | ex TER Aquitaine        |
| B 81809/810 | 18 février 2010   | –         | Livrée Nouvelle Aquitaine      | SAQ | –              | ex TER Aquitaine        |
| B 81815/816 | 4 mars 2010       | –         | Livrée Nouvelle Aquitaine      | SAQ | –              | ex TER Aquitaine        |
| B 81825/826 | 26 août 2009      | –         | Livrée Nouvelle Aquitaine      | SAQ | –              | ex TER Aquitaine        |
| B 81827/828 | 7 octobre 2009    | –         | Livrée Nouvelle Aquitaine      | SAQ | –              | ex TER Aquitaine        |
| B 81829/830 | 5 novembre 2009   | –         | Livrée Nouvelle Aquitaine      | SAQ | –              | ex TER Aquitaine        |
| B 81831/832 | 14 janvier 2010   | –         | Livrée Nouvelle Aquitaine      | SAQ | –              | ex TER Aquitaine        |
| B 81833/834 | 14 janvier 2010   | –         | Livrée Nouvelle Aquitaine      | SAQ | –              | ex TER Aquitaine        |
| B 81835/836 | 4 mars 2010       | –         | Livrée Nouvelle Aquitaine      | SAQ | –              | ex TER Aquitaine        |
| B 81837/838 | 5 mars 2010       | –         | Livrée Nouvelle Aquitaine      | SAQ | –              | ex TER Aquitaine        |
| B 81839/840 | 4 mars 2010       | –         | Livrée Nouvelle Aquitaine      | SAQ | –              | ex TER Aquitaine        |
| B 81841/842 | 30 avril 2010     | –         | Livrée Nouvelle Aquitaine      | SAQ | –              | ex TER Aquitaine        |
| B 81843/844 | 9 février 2010    | –         | Livrée Nouvelle Aquitaine      | SAQ | –              | ex TER Poitou-Charentes |
| B 81845/846 | 15 février 2010   | –         | Livrée Nouvelle Aquitaine      | SAQ | –              | ex TER Poitou-Charentes |

#### B 82500
| Rames       | Mise en service  | Radiation | Livrée                    | STF | Baptême/obs | Ancienne Région TER     |
| ----------- | ---------------- | --------- | ------------------------- | --- | ----------- | ----------------------- |
| B 82517/518 | 12 novembre 2007 | –         | Livrée Nouvelle Aquitaine | SAQ | –           | ex TER Poitou-Charentes |
| B 82519/520 | 23 novembre 2007 | –         | Livrée Nouvelle Aquitaine | SAQ | –           | ex TER Poitou-Charentes |
| B 82523/524 | 11 décembre 2007 | –         | Livrée Nouvelle Aquitaine | SAQ | –           | ex TER Poitou-Charentes |
| B 82525/526 | 11 décembre 2007 | –         | Livrée Nouvelle Aquitaine | SAQ | –           | ex TER Poitou-Charentes |
| B 82527/528 | 30 janvier 2008  | –         | Livrée Nouvelle Aquitaine | SAQ | –           | ex TER Poitou-Charentes |
| B 82529/530 | 8 février 2008   | –         | Livrée Nouvelle Aquitaine | SAQ | –           | ex TER Poitou-Charentes |
| B 82583/584 | 12 juin 2009     | –         | Livrée Nouvelle Aquitaine | SAQ | –           | ex TER Poitou-Charentes |
| B 82585/586 | 12 juin 2009     | –         | Livrée Nouvelle Aquitaine | SAQ | –           | ex TER Poitou-Charentes |
| B 82773/774 | 4 novembre 2009  | –         | Livrée Nouvelle Aquitaine | SAQ | –           | ex TER Poitou-Charentes |
| B 82775/776 | 18 novembre 2009 | –         | Livrée Nouvelle Aquitaine | SAQ | –           | ex TER Poitou-Charentes |

#### B 84500
| Rames       | identif. | Mise en service   | Radiation | Livrée                 | STF | Baptême/obs | Ancienne Région TER     |
| ----------- | -------- | ----------------- | --------- | ---------------------- | --- | ----------- | ----------------------- |
| B 84645/646 | 84645 M  | 26 novembre 2014  | –         | TER Nouvelle-Aquitaine | SAQ | –           | ex TER Poitou-Charentes |
| B 84647/648 | 84647 M  | 26 novembre 2014  | –         | TER Nouvelle-Aquitaine | SAQ | –           | ex TER Poitou-Charentes |
| B 84649/650 | 84649 M  | 30 janvier 2015   | –         | TER Nouvelle-Aquitaine | SAQ | –           | ex TER Poitou-Charentes |
| B 84651/652 | 84651 M  | 30 janvier 2015   | –         | TER Nouvelle-Aquitaine | SAQ | –           | ex TER Poitou-Charentes |
| B 84653/654 | 84653 M  | 11 mai 2015       | –         | TER Nouvelle-Aquitaine | SAQ | –           | ex TER Poitou-Charentes |
| B 84655/656 | 84655 M  | 11 mai 2015       | –         | TER Nouvelle-Aquitaine | SAQ | –           | ex TER Poitou-Charentes |
| B 84657/658 | 84657 M  | 22 septembre 2015 | –         | TER Nouvelle-Aquitaine | SAQ | –           | ex TER Poitou-Charentes |
| B 84659/660 | 84659 M  | 21 juillet 2015   | –         | TER Nouvelle-Aquitaine | SAQ | –           | ex TER Poitou-Charentes |
| B 84661/662 | 84661 M  | 24 octobre 2015   | –         | TER Nouvelle-Aquitaine | SAQ | –           | ex TER Poitou-Charentes |
| B 84663/664 | 84663 M  | 3 novembre 2015   | –         | TER Nouvelle-Aquitaine | SAQ | –           | ex TER Poitou-Charentes |
| B 84669/670 | 84669 M  | 7 décembre 2018   | –         | TER Nouvelle-Aquitaine | SAQ | –           | ex TER Limousin         |
| B 84671/672 | 84671 M  | 3 août 2018       | –         | TER Nouvelle-Aquitaine | SAQ | –           | ex TER Limousin         |
| B 84673/674 | 84673 M  | 9 août 2018       | –         | TER Nouvelle-Aquitaine | SAQ | –           | ex TER Limousin         |
| B 84675/676 | 84675 M  | 10 octobre 2018   | –         | TER Nouvelle-Aquitaine | SAQ | –           | ex TER Limousin         |
| B 84677/678 | 84677 M  | 31 octobre 2018   | –         | TER Nouvelle-Aquitaine | SAQ | –           | ex TER Limousin         |
| B 84679/680 | 84679 M  | 7 novembre 2018   | –         | TER Nouvelle-Aquitaine | SAQ | –           | ex TER Aquitaine        |
| B 84681/682 | 84681 M  | 23 novembre 2018  | –         | TER Nouvelle-Aquitaine | SAQ | –           | ex TER Aquitaine        |
| B 84683/684 | 84683 M  | 29 novembre 2018  | –         | TER Nouvelle-Aquitaine | SAQ | –           | ex TER Aquitaine        |
| B 84685/686 | 84685 M  | 7 janvier 2019    | –         | TER Nouvelle-Aquitaine | SAQ | –           | ex TER Aquitaine        |
| B 84687/688 | 84687 M  | 7 janvier 2019    | –         | TER Nouvelle-Aquitaine | SAQ | –           | ex TER Aquitaine        |

### Matériel automoteur

#### X 72500
| Rames       | Mise en service  | Radiation | Livrée                 | STF | Baptême/obs       | Ancienne Région TER |
| ----------- | ---------------- | --------- | ---------------------- | --- | ----------------- | ------------------- |
| X 72501/502 | 1er mars 1997    | –         | TER Nouvelle-Aquitaine | SAQ | –                 | ex TER Aquitaine    |
| X 72513/514 | 20 novembre 1997 | –         | TER                    | SAQ | –                 | ex TER Limousin     |
| X 72515/516 | 5 décembre 1997  | –         | TER                    | SAQ | –                 | ex TER Limousin     |
| X 72521/522 | 16 janvier 1998  | –         | Blanc Aquitaine        | SAQ | –                 | ex TER Aquitaine    |
| X 72523/524 | 2 février 1998   | –         | TER Nouvelle-Aquitaine | SAQ | –                 | ex TER Aquitaine    |
| X 72545/546 | 19 mai 1998      | ?         | Blanc Aquitaine        | SAQ | Bergerac-Brageira | ex TER Aquitaine    |
| X 72551/552 | 23 juin 1998     | –         | TER Nouvelle-Aquitaine | SAQ | –                 | ex TER Aquitaine    |
| X 72559/560 | 3 août 1998      | –         | TER Nouvelle-Aquitaine | SAQ | –                 | ex TER Aquitaine    |
| X 72569/570 | 5 octobre 1998   | –         | TER                    | SAQ | –                 | ex TER Limousin     |
| X 72573/574 | 9 octobre 1998   | –         | TER Nouvelle-Aquitaine | SAQ | –                 | ex TER Limousin     |
| X 72585/586 | 26 novembre 1998 | –         | Blanc Aquitaine        | SAQ | –                 | ex TER Aquitaine    |
| X 72593/594 | 15 décembre 1998 | –         | Blanc Aquitaine        | SAQ | –                 | ex TER Aquitaine    |
| X 72595/596 | 18 décembre 1998 | ?         | Blanc Aquitaine        | SAQ | –                 | ex TER Aquitaine    |
| X 72597/598 | 23 décembre 1998 | –         | Blanc Aquitaine        | SAQ | –                 | ex TER Aquitaine    |
| X 72601/602 | 26 janvier 1999  | –         | TER Nouvelle-Aquitaine | SAQ | –                 | ex TER Aquitaine    |
| X 72605/606 | 26 janvier 1999  | –         | TER Nouvelle-Aquitaine | SAQ | –                 | ex TER Aquitaine    |
| X 72611/612 | 20 février 1999  | –         | Blanc Aquitaine        | SAQ | –                 | ex TER Aquitaine    |
| X 72613/614 | 23 février 1999  | –         | TER Nouvelle-Aquitaine | SAQ | –                 | ex TER Limousin     |
| X 72617/618 | 6 mars 1999      | –         | TER Nouvelle-Aquitaine | SAQ | –                 | ex TER Aquitaine    |
| X 72629/630 | 26 avril 1999    | ?         | TER                    | SAQ | –                 | ex TER Limousin     |
| X 72661/662 | 30 juillet 1999  | ?         | Blanc Aquitaine        | SAQ | –                 | ex TER Aquitaine    |
| X 72677/678 | 28 octobre 1999  | –         | Blanc Aquitaine        | SAQ | –                 | ex TER Aquitaine    |
| X 72701/702 | 3 mars 2000      | –         | Blanc Aquitaine        | SAQ | –                 | ex TER Aquitaine    |

#### X 73500
| Rames   | Mise en service   | Radiation | Livrée                 | STF | Baptême/obs      | Ancienne Région TER     |
| ------- | ----------------- | --------- | ---------------------- | --- | ---------------- | ----------------------- |
| X 73512 | 25 novembre 1999  | –         | TER Nouvelle-Aquitaine | SAQ | Erstein          | ex TER Limousin         |
| X 73515 | 10 décembre 1999  | –         | TER Nouvelle-Aquitaine | SAQ | –                | ex TER Aquitaine        |
| X 73517 | 14 décembre 1999  | –         | TER Nouvelle-Aquitaine | SAQ | –                | ex TER Aquitaine        |
| X 73518 | 15 décembre 1999  | –         | TER Nouvelle-Aquitaine | SAQ | –                | ex TER Limousin         |
| X 73527 | 2 mars 2000       | –         | TER Nouvelle-Aquitaine | SAQ | –                | ex TER Limousin         |
| X 73547 | 30 juin 2000      | –         | TER Nouvelle-Aquitaine | SAQ | –                | ex TER Limousin         |
| X 73554 | 6 septembre 2000  | –         | TER Nouvelle-Aquitaine | SAQ | Urmatt           | ex TER Limousin         |
| X 73555 | 8 septembre 2000  | –         | TER Nouvelle-Aquitaine | SAQ | –                | ex TER Limousin         |
| X 73559 | 16 novembre 2000  | –         | TER Nouvelle-Aquitaine | SAQ | La Wantzenau     | ex TER Limousin         |
| X 73568 | 4 janvier 2001    | –         | TER Nouvelle-Aquitaine | SAQ | Saint-Amarin     | ex TER Aquitaine        |
| X 73569 | 17 janvier 2001   | –         | TER Nouvelle-Aquitaine | SAQ | Altkirch         | ex TER Aquitaine        |
| X 73572 | 25 janvier 2001   | –         | TER Nouvelle-Aquitaine | SAQ | Bollwiller       | ex TER Aquitaine        |
| X 73573 | 30 janvier 2001   | –         | TER Nouvelle-Aquitaine | SAQ | –                | ex TER Aquitaine        |
| X 73716 | 18 octobre 2002   | –         | TER Nouvelle-Aquitaine | SAQ | –                | ex TER Aquitaine        |
| X 73717 | 18 octobre 2002   | –         | TER Nouvelle-Aquitaine | SAQ | –                | ex TER Aquitaine        |
| X 73728 | 23 décembre 2002  | –         | TER Nouvelle-Aquitaine | SAQ | Monsempron-Libos | ex TER Aquitaine        |
| X 73729 | 24 décembre 2002  | –         | TER Nouvelle-Aquitaine | SAQ | –                | ex TER Aquitaine        |
| X 73730 | 20 décembre 2002  | –         | TER Nouvelle-Aquitaine | SAQ | –                | ex TER Aquitaine        |
| X 73731 | 13 janvier 2003   | –         | TER Nouvelle-Aquitaine | SAQ | –                | ex TER Aquitaine        |
| X 73732 | 14 janvier 2003   | –         | TER Nouvelle-Aquitaine | SAQ | –                | ex TER Aquitaine        |
| X 73733 | 15 janvier 2003   | –         | TER Nouvelle-Aquitaine | SAQ | –                | ex TER Aquitaine        |
| X 73749 | 12 mars 2003      | –         | TER Nouvelle-Aquitaine | SAQ | –                | ex TER Limousin         |
| X 73763 | 1er juillet 2003  | –         | TER Nouvelle-Aquitaine | SAQ | –                | ex TER Limousin         |
| X 73764 | 5 juin 2003       | –         | TER Nouvelle-Aquitaine | SAQ | –                | ex TER Limousin         |
| X 73768 | 10 juin 2003      | –         | TER Nouvelle-Aquitaine | SAQ | –                | ex TER Limousin         |
| X 73769 | 1er juillet 2003  | –         | TER Nouvelle-Aquitaine | SAQ | –                | Limousin                |
| X 73771 | 26 juin 2003      | –         | TER Nouvelle-Aquitaine | SAQ | –                | ex TER Aquitaine        |
| X 73772 | 5 juillet 2003    | –         | TER Nouvelle-Aquitaine | SAQ | –                | ex TER Aquitaine        |
| X 73773 | 5 juillet 2003    | –         | TER Nouvelle-Aquitaine | SAQ | Canfranc         | ex TER Aquitaine        |
| X 73774 | 5 juillet 2003    | –         | TER Nouvelle-Aquitaine | SAQ | Agen             | ex TER Aquitaine        |
| X 73776 | 15 juillet 2003   | –         | TER Nouvelle-Aquitaine | SAQ | –                | ex TER Limousin         |
| X 73777 | 6 août 2003       | –         | TER Nouvelle-Aquitaine | SAQ | –                | ex TER Limousin         |
| X 73778 | 21 juillet 2003   | –         | TER Nouvelle-Aquitaine | SAQ | –                | ex TER Limousin         |
| X 73779 | 17 juillet 2003   | –         | TER Nouvelle-Aquitaine | SAQ | –                | ex TER Limousin         |
| X 73780 | 30 juillet 2003   | –         | TER Nouvelle-Aquitaine | SAQ | –                | ex TER Limousin         |
| X 73781 | 1er août 2003     | –         | TER Nouvelle-Aquitaine | SAQ | –                | ex TER Limousin         |
| X 73782 | 12 novembre 2003  | –         | TER Nouvelle-Aquitaine | SAQ | –                | ex TER Limousin         |
| X 73783 | 29 juillet 2003   | –         | TER Nouvelle-Aquitaine | SAQ | –                | ex TER Limousin         |
| X 73784 | 30 juillet 2003   | –         | TER Nouvelle-Aquitaine | SAQ | –                | ex TER Limousin         |
| X 73785 | 17 septembre 2003 | –         | TER Nouvelle-Aquitaine | SAQ | –                | ex TER Limousin         |
| X 73786 | 16 septembre 2003 | –         | TER Nouvelle-Aquitaine | SAQ | –                | ex TER Limousin         |
| X 73787 | 12 novembre 2003  | –         | TER Nouvelle-Aquitaine | SAQ | –                | ex TER Limousin         |
| X 73788 | 3 octobre 2003    | –         | TER Nouvelle-Aquitaine | SAQ | –                | ex TER Limousin         |
| X 73789 | 1er novembre 2003 | –         | TER Nouvelle-Aquitaine | SAQ | –                | ex TER Limousin         |
| X 73790 | 1er novembre 2003 | –         | TER Nouvelle-Aquitaine | SAQ | –                | ex TER Limousin         |
| X 73796 | 22 décembre 2003  | –         | TER Nouvelle-Aquitaine | SAQ | –                | ex TER Poitou-Charentes |
| X 73806 | 13 mai 2004       | –         | TER Nouvelle-Aquitaine | SAQ | –                | ex TER Aquitaine        |
| X 73807 | 8 juin 2004       | –         | TER Nouvelle-Aquitaine | SAQ | –                | ex TER Limousin         |
| X 73808 | 8 juin 2004       | –         | TER Nouvelle-Aquitaine | SAQ | –                | ex TER Limousin         |
| X 73809 | 16 juillet 2004   | –         | TER Nouvelle-Aquitaine | SAQ | –                | ex TER Poitou-Charentes |
| X 73810 | 16 juillet 2004   | –         | TER Nouvelle-Aquitaine | SAQ | –                | ex TER Limousin         |
| X 73811 | 31 août 2004      | –         | TER Nouvelle-aquitaine | SAQ | –                | ex TER Poitou-Charentes |
| X 73812 | 31 août 2004      | –         | TER Nouvelle-Aquitaine | SAQ | –                | ex TER Poitou-Charentes |

### Matériel automotrices

#### Z 51500
| Rames       | identif. | Mise en service    | Radiation | Livrée             | STF | Baptême/obs | Ancienne Région TER |
| ----------- | -------- | ------------------ | --------- | ------------------ | --- | ----------- | ------------------- |
| Z 51501/502 | 51501 M  | 4 décembre 2015    | –         | Nouvelle-Aquitaine | SAQ | –           | ex TER Aquitaine    |
| Z 51503/504 | 51503 M  | 25 juin 2014       | –         | Nouvelle-Aquitaine | SAQ | –           | ex TER Aquitaine    |
| Z 51505/506 | 51505 M  | 13 juin 2014       | –         | Nouvelle-Aquitaine | SAQ | –           | ex TER Aquitaine    |
| Z 51507/508 | 51507 M  | 17 avril 2014      | –         | Nouvelle-Aquitaine | SAQ | –           | ex TER Aquitaine    |
| Z 51509/510 | 51509 M  | 30 avril 2014      | –         | Nouvelle-Aquitaine | SAQ | –           | ex TER Aquitaine    |
| Z 51511/512 | 51511 M  | 13 juin 2014       | –         | Nouvelle-Aquitaine | SAQ | –           | ex TER Aquitaine    |
| Z 51513/514 | 51513 M  | 21 juillet 2014    | –         | Nouvelle-Aquitaine | SAQ | –           | ex TER Aquitaine    |
| Z 51515/516 | 51515 M  | 7 août 2014        | –         | Nouvelle-Aquitaine | SAQ | –           | ex TER Aquitaine    |
| Z 51517/518 | 51517 M  | 1er septembre 2014 | –         | Nouvelle-Aquitaine | SAQ | –           | ex TER Aquitaine    |
| Z 51519/520 | 51519 M  | 25 novembre 2014   | –         | Nouvelle-Aquitaine | SAQ | –           | ex TER Aquitaine    |
| Z 51521/522 | 51521 M  | 25 novembre 2014   | –         | Nouvelle-Aquitaine | SAQ | –           | ex TER Aquitaine    |
| Z 51523/524 | 51523 M  | 11 mars 2015       | –         | Nouvelle-Aquitaine | SAQ | –           | ex TER Aquitaine    |
| Z 51525/526 | 51525 M  | 16 juin 2015       | –         | Nouvelle-Aquitaine | SAQ | –           | ex TER Aquitaine    |
| Z 51527/528 | 51527 M  | 11 août 2015       | –         | Nouvelle-Aquitaine | SAQ | –           | ex TER Aquitaine    |
| Z 51529/530 | 51529 M  | 1er février 2016   | –         | Nouvelle-Aquitaine | SAQ | –           | ex TER Aquitaine    |
| Z 51531/532 | 51531 M  | 25 février 2016    | –         | Nouvelle-Aquitaine | SAQ | –           | ex TER Aquitaine    |
| Z 51533/534 | 51533 M  | 4 mars 2016        | –         | Nouvelle-Aquitaine | SAQ | –           | ex TER Aquitaine    |
| Z 51535/536 | 51535 M  | 18 mai 2016        | –         | Nouvelle-Aquitaine | SAQ | –           | ex TER Aquitaine    |
| Z 51537/538 | 51537 M  | 18 mai 2016        | –         | Nouvelle-Aquitaine | SAQ | –           | ex TER Aquitaine    |
| Z 51539/540 | 51539 M  | 18 mai 2016        | –         | Nouvelle-Aquitaine | SAQ | –           | ex TER Aquitaine    |
| Z 51541/542 | 51541 M  | 4 juillet 2016     | –         | Nouvelle-Aquitaine | SAQ | –           | ex TER Aquitaine    |
| Z 51543/544 | 51543 M  | 6 juillet 2016     | –         | Nouvelle-Aquitaine | SAQ | –           | ex TER Aquitaine    |

#### Z 56300
| Rames           | identif. | Mise en service   | Radiation | Livrée             | STF | Baptême/obs | Ancienne Région TER |
| --------------- | -------- | ----------------- | --------- | ------------------ | --- | ----------- | ------------------- |
| Z 56301/5607302 | 401 Cm   | 19 janvier 2015   | –         | Nouvelle Aquitaine | SAQ | –           | ex TER Aquitaine    |
| Z 56303/5607304 | 402 Cm   | 17 mars 2016      | –         | Nouvelle Aquitaine | SAQ | –           | ex TER Aquitaine    |
| Z 56305/5607306 | 403 Cm   | 12 novembre 2014  | –         | Nouvelle Aquitaine | SAQ | –           | ex TER Aquitaine    |
| Z 56307/5607308 | 404 Cm   | 1er mai 2015      | –         | Nouvelle Aquitaine | SAQ | –           | ex TER Aquitaine    |
| Z 56309/5607310 | 405 Cm   | 4 mars 2015       | –         | Nouvelle Aquitaine | SAQ | –           | ex TER Aquitaine    |
| Z 56311/5607312 | 406 Cm   | 2 avril 2015      | –         | Nouvelle Aquitaine | SAQ | –           | ex TER Aquitaine    |
| Z 56313/5607314 | 407 Cm   | 21 avril 2015     | –         | Nouvelle Aquitaine | SAQ | –           | ex TER Aquitaine    |
| Z 56315/5607316 | 408 Cm   | 19 mai 2015       | –         | Nouvelle Aquitaine | SAQ | –           | ex TER Aquitaine    |
| Z 56317/5607318 | 409 Cm   | 2 octobre 2015    | –         | Nouvelle Aquitaine | SAQ | –           | ex TER Aquitaine    |
| Z 56319/5607320 | 410 Cm   | 1er décembre 2015 | –         | Nouvelle Aquitaine | SAQ | –           | ex TER Aquitaine    |
| Z 56321/5607322 | 411 Cm   | 8 juin 2016       | –         | Nouvelle Aquitaine | SAQ | –           | ex TER Aquitaine    |
| Z 56323/5607324 | 412 Cm   | 15 juillet 2016   | –         | Nouvelle Aquitaine | SAQ | –           | ex TER Aquitaine    |
| Z 56325/5607326 | 413 Cm   | 18 juillet 2016   | –         | Nouvelle Aquitaine | SAQ | –           | ex TER Aquitaine    |
| Z 56327/5607328 | 414 Cm   | 18 août 2016      | –         | Nouvelle Aquitaine | SAQ | –           | ex TER Aquitaine    |
| Z 56329/5607330 | 415 Cm   | 7 novembre 2016   | –         | Nouvelle Aquitaine | SAQ | –           | ex TER Aquitaine    |
| Z 56331/5607332 | 416 Cm   | 6 décembre 2016   | –         | Nouvelle Aquitaine | SAQ | –           | ex TER Aquitaine    |
| Z 56333/5607334 | 417 Cm   | 6 janvier 2017    | –         | Nouvelle Aquitaine | SAQ | –           | ex TER Aquitaine    |
| Z 56335/5607336 | 418 Cm   | 3 février 2017    | –         | Nouvelle Aquitaine | SAQ | –           | ex TER Aquitaine    |
| Z 56337/5607338 | 419 Cm   | 10 mars 2017      | –         | Nouvelle Aquitaine | SAQ | –           | ex TER Aquitaine    |
| Z 56339/5607340 | 420 Cm   | 3 février 2017    | –         | Nouvelle Aquitaine | SAQ | –           | ex TER Aquitaine    |
| Z 56341/5607342 | 421 Cm   | 17 mars 2017      | –         | Nouvelle Aquitaine | SAQ | –           | ex TER Aquitaine    |
| Z 56343/5607344 | 422 Cm   | 2 avril 2017      | –         | Nouvelle Aquitaine | SAQ | –           | ex TER Aquitaine    |
| Z 56345/5607346 | 423 Cm   | 10 mai 2017       | –         | Nouvelle Aquitaine | SAQ | –           | ex TER Aquitaine    |
| Z 56347/5607348 | 424 Cm   | 15 mai 2017       | –         | Nouvelle Aquitaine | SAQ | –           | ex TER Aquitaine    |

## Matériel disparu depuis la fusion

### Matériel automotrices

#### Z 7300
| Rames  | Mise en service | Radiation        | Livrée | STF | Baptême/obs | Ancienne Région TER |
| ------ | --------------- | ---------------- | ------ | --- | ----------- | ------------------- |
| Z 7301 | 1er juin 1980   | 15 décembre 2017 | TER    | SAQ | –           | ex TER Aquitaine    |
| Z 7311 | 27 mai 1981     | 15 décembre 2017 | TER    | SAQ | –           | ex TER Aquitaine    |
| Z 7313 | 7 mai 1981      | 15 décembre 2017 | TER    | SAQ | –           | ex TER Aquitaine    |
| Z 7336 | 19 octobre 1983 | 11 octobre 2017  | TER    | SAQ | –           | ex TER Aquitaine    |
| Z 7341 | 13 janvier 1984 | 15 décembre 2017 | TER    | SAQ | –           | ex TER Aquitaine    |
| Z 7344 | 27 février 1984 | 13 mars 2017     | TER    | SAQ | –           | ex TER Aquitaine    |
| Z 7345 | 26 mars 1984    | 25 juillet 2017  | TER    | SAQ | –           | ex TER Aquitaine    |
| Z 7346 | 2 avril 1984    | 15 décembre 2017 | TER    | SAQ | –           | ex TER Aquitaine    |